# Tintorero (Venezuela)
Pour les articles homonymes, voir Tintorero.
Tintorero est la capitale de la paroisse civile de Tintorero de la municipalité de Jiménez de l'État de Lara au Venezuela. 
Cette localité est connue pour son artisanat.  